# Gelónok

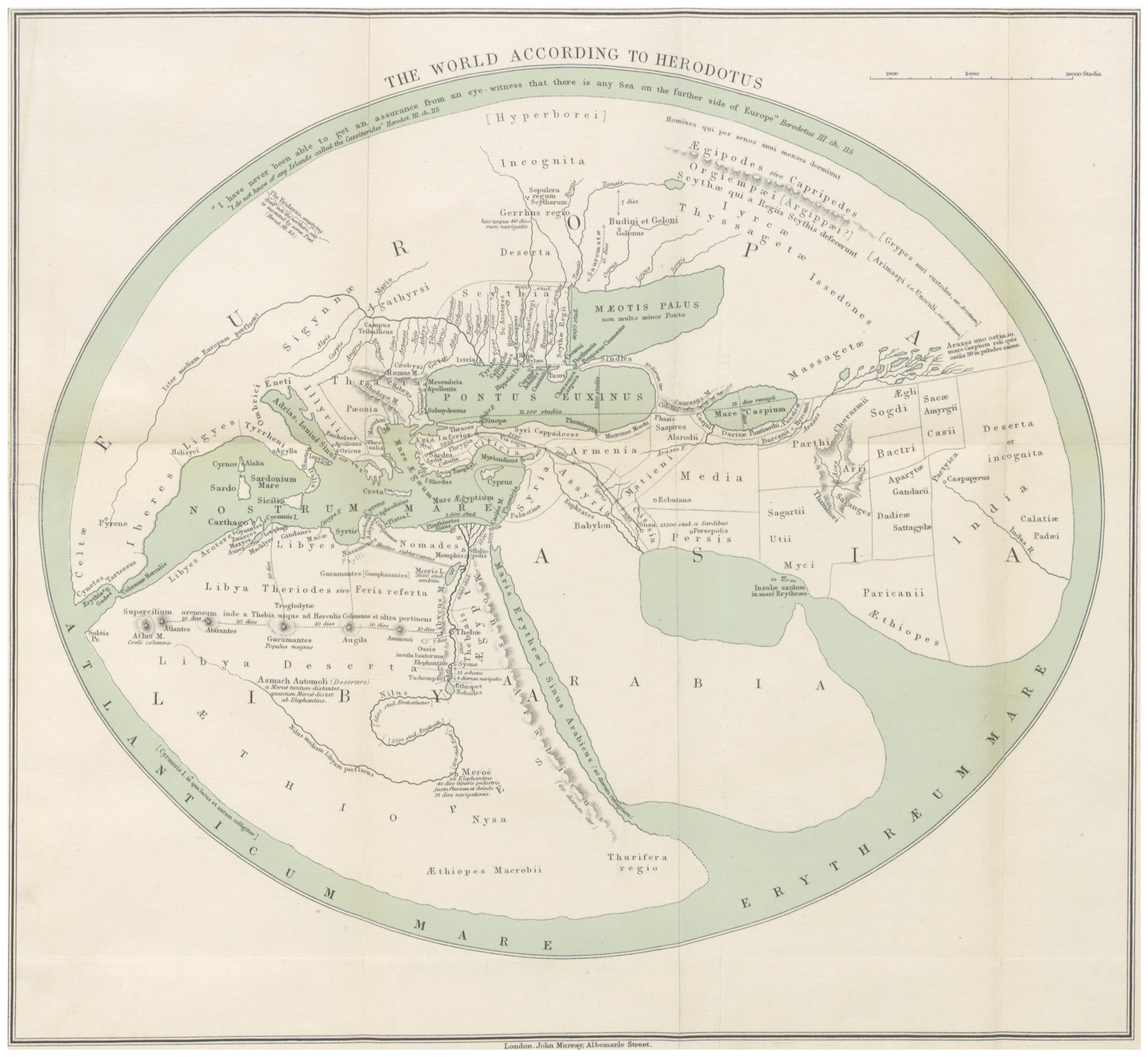
Hérodotosz világa

A gelónok (gelónoi: Γελωνοὶ) Hérodotosz (IV. 108) szerint görög gyarmatvárosokból elűzött – részben görög, részben szkíta nyelvű – népességet képviseltek. Elhagyván lakóhelyüket, a budinok Volga-menti országába költöztek, s ott Gelónosz városát lakták.
Hérodotosz (IV. 102, 120, 136) némi szerepet tulajdonít nekik a perzsák és a királyi szkíták csatározásaiban (lásd: A perzsák európai hadjárata).
A gelónok mesebeli névadó őse, Gelónosz (Γελωνός) a szkíták eredetmondájának pontoszi görögök által előadott változatában szerepel (Hérodotosz, IV. 10). Gelónosz a görög Héraklész és a szkíta földistenség, Api (Απι) középső fia, Agathürszosz (Αγαθυρσος) és Szküthész (Σκυθης) fivére (lásd: A szkíták eredete a pontoszi görögök szerint).
Vergilius – Georgica című költeményében – tarka (picti), illetve durva (acer) jelzővel illette, és a Keleti-Balkán lakóinak nevezte a gelónokat. Aeneis című költeményében jelzőjük nyílhordozó (sagittiferus).
Horatius Ódáiban a gelónok neve a távolság és a műveletlenség fogalmát képviseli.

## Gelónok, avagy hellének
Hérodotosz kevés szóval beszámol róluk s a budinok földjén épített városukról. A leírás szerint a szóban forgó építmény egy-egy oldala 30 sztadion (kb. 5500 méter) hosszú volt. A várost az i. e. 6. században a perzsák – Hérodotosz (IV. 123) szerint – felégették.
„A Budinok, nagy és számos nép, nagyon kék szemüek és vörös bőrűek. Vidékükön áll egy város, mely fából van s neve Gelon. Falainak mindegyik oldala hosszuságra nézve harmincz stadium, magas és egészen fából készült. Házaik és templomaik szinte fából vannak. Ugyanis ott találkoznak görög istenek, templomai görög módra faszobrokkal, oltárokkal és imaházakkal ellátva. S minden harmadik évben megülik Bachus ünnepét s tivornyáznak. Mert a Gelonok származásra nézve görögök; s kiüzetvén a kereskedelmi városokból, Budinoknál laktak. Élnek pedig részint scytha, részint görög nyelvvel.A budinok nem élnek ugyanazon nyelvvel, mellyel a Gelonok; s ugyanazon életmóduk sincs. Mert a Budinok, bennszülöttek lévén, nomádok s egyedül az e vidéken lakók közől tetüvel táplálkoznak. A Gelonok pedig földmivelők, gabonaevők, kertbirtokosok s nem hasonlitanak hozzájok sem arczra sem szinre nézve. A görögök még is a Budinokat is Gelonoknak hívják, nem helyesen. Vidékök mindennemű erdőkkel sürű. S a legsürűbb erdőben van egy nagy, téres tó és egy mocsár s körötte nád. Ebben vidrákat, hódokat s más négyszegletes pofáju állatokat fognak, melyek bőreit a gubák körül varják. Heréik pedig hasznosak az anyaméh bajainak gyógyítására.” – IV. könyv, 108–109. szakasz (Télfy János fordítása).
Télfy a fenti szövegben a görög Dionüszosz nevét a római Bacchus címével helyettesítette. A budinok szerinte nem tetűt, hanem fenyőtobozt fogyasztottak. Ókori szerzők, talán tévedés okán, tetűvel táplálkozóknak (phtheirotrageouszi: φθειροτραγέουσι) is nevezték a budinokat. Meglehet, a fenyők magját vélték tetűnek.
Sramko, harkovi régész úgy véli, a Poltava környéki Bilszk mellett megtalálták a szóban forgó város maradványait. Feltevése azonban ellenkezik a tényekkel. A budinok s a gelónok ugyanis a Volga folyó (Oarosz: Οαρος) mentén, erdős vidéken éltek (Hérodotosz, IV. 21), nem pedig a Dnyeper melléki pusztákon.

## Színeváltó rénszarvas

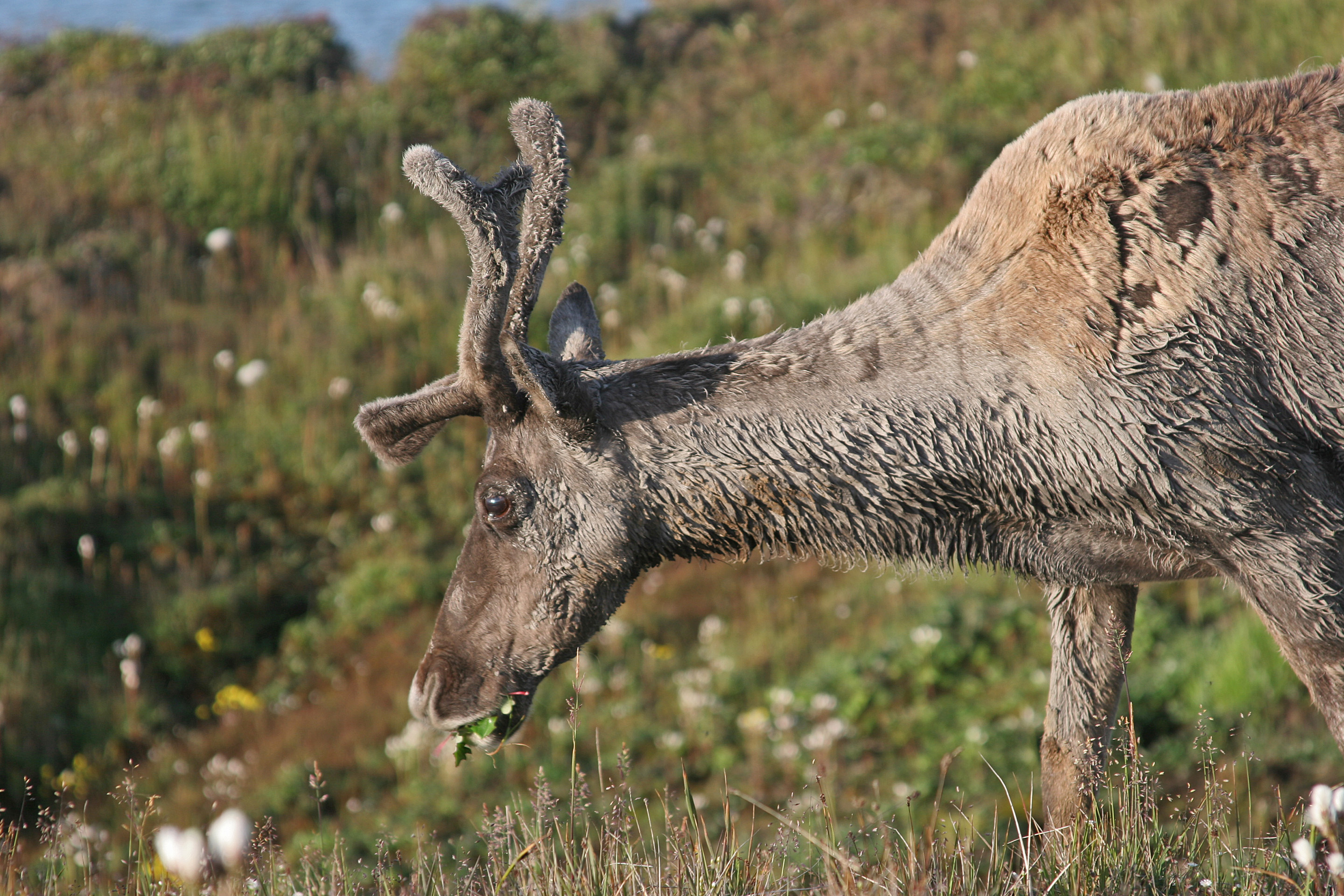
Téli bundáját váltó, toprongyos rénszarvas

Pszeudo-Arisztotelész szerint a tarandosz (ταρανδος) nevezetű jószág a budinok, illetve gelónok országában él. (Télfy szerint a szóban forgó állat jávorszarvas vagy iramszarvas. A habarcz szó jelentése pedig polip.)
„A gelónoknak nevezett scytháknál van valamely rendkívüli ritkaságu vadállat, mely tarandus-nak (jávorszarvas vagy iramszarvas) neveztetik. Azt mondják, hogy szőrének színét váltóztatja azon hely szerint, a melyen találkozik. S ezért nehezen megfogható; mert a fák és vidékek színét veszi föl. Legcsudálatosabb pedig az, hogy szőrét változtatja; mert a többi állatok a bőrt változtatják, péld. a chamäleon és a habarcz. Nagysága olyan mint az ököré. Pofájának alakja pedig hasonló a szarvaséhoz.” – A hallott csodákról, XXX. szakasz (Télfy János fordítása).
A szóban forgó állat – alighanem rénszarvas (Rangifer tarandus) – nevét Alexandriai Hészükhiosz is szkítaként jegyzi. A szó jelentése szerinte szarvashoz hasonló állat. A magyar nyelvben akad a görögös tarandosz kifejezéshez hasonló szó: tarangyos. Jelentése, Czuczor Gergely és Fogarasi János szerint: „tisztátalan, rút, mocskos, undok testü vagy viseletü; máskép: torongyos. Hasonló hozzá: toprongyos”.